# Goclenius (cratère)
Pour les articles homonymes, voir Goclenius.
Goclenius est un cratère lunaire situé à l'ouest de Mare Fecunditatis, sur la face visible de la Lune.
D'aspect circulaire, ce cratère a notamment été photographié par la mission Apollo 8 en 1968.
Il porte le nom du médecin calviniste et professeur de physique, médecine et mathématiques allemand Rudolf Goclenius le Jeune.

Vue du cratère Goclenius (au premier plan) lors de la mission Apollo 8.